# Boris Vukčević
Boris Vukčević (Osijek, 16 de março de 1990) é um futebolista alemão nascido na Croácia. Atualmente, está sem clube.

## Carreira
Após jogar nas categorias de base de 5 equipes, com destaque para o Stuttgart (entre 2006 e 2008), Vukčević também atuou nos juniores do Hoffenheim, onde se profissionalizou em 2008 para defender a equipe reserva.
Em 2009, ingressou no time principal do Hoffenheim, onde atuaria até 2014, com 78 partidas disputadas e 6 gols marcados.

## Seleção
Croata de nascimento, Vukčević defendeu apenas as seleções de base da Alemanha entre 2008 e 2012.

## Acidente
Em setembro de 2012, Vukčević, que chegou a ter proposta da Inter de Milão, sofreu um grave acidente depois que seu carro, uma Mercedes-Benz C63 AMG, bateu em um caminhão. Levado ao Hospital Universitário de Heidelberg, foi submetido a uma cirurgia de emergência e foi colocado em coma induzido. A situação do meio-campista chegou a ser considerada crítica, e um comunicado dos gabinetes do Ministério Pública e da Polícia definiu que a causa do acidente foi uma crise de hipoglicemia sofrida por Vukčević, que acordou do coma em novembro.
Sua primeira aparição pública foi em abril de 2014, ano em que seu contrato com o Hoffenheim se encerrou. Desde então, permanece desempregado.